# Hemicloeina julatten
Hemicloeina julatten is een spinnensoort uit de familie Trochanteriidae. De soort komt voor in Queensland.